# Must Be Nice
Must Be Nice è il primo album in studio del rapper statunitense G-Eazy, pubblicato nel 2012.

## Tracce
1. Hello – 2:37
2. Plastic Dreams (featuring Johanna Fay) – 3:53
3. Lady Killers (featuring Hoodie Allen) – 4:09
4. Mad (featuring Devon Baldwin) – 3:10
5. Interlude – 0:40
6. Marilyn (featuring Dominique LeJeune) – 3:16
7. Stay High (featuring Mod Sun) – 3:36
8. Breathe – 2:51
9. Must Be Nice (featuring Johanna Fay) – 3:26
10. Loaded (featuring DJ Carnage) (bonus track) – 2:36